# Agrotis marginalis
Agrotis marginalis är en fjärilsart som beskrevs av Walker 1856. Agrotis marginalis ingår i släktet Agrotis och familjen nattflyn. Inga underarter finns listade i Catalogue of Life.